# 冷たいキス
「冷たいキス」（つめたいキス）は、音楽ユニット・ICE BOXの1枚目のシングル。1994年4月21日にメルダック（現・徳間ジャパンコミュニケーションズ）から発売された。
2019年に活動再開したICE BOXによる「冷たいキス (令和元年ver.)」もここで記載する。

## 概要
森永製菓「ICE BOX」の発売から5年後の1994年に結成された吉岡忍、伊秩弘将、中西圭三、池田聡）によるユニット「ICE BOX」の楽曲。「冷たいキス」のシングルバージョンは幾つかのコンピレーションアルバムに収録されるが、アルバム『The Very Best Of ICE BOX』には未収録。カップリングの「経験したいお年ごろ」のシングルバージョンはこのシングルでしか聴けない。

## 収録曲
全曲 作曲：ICE BOX・編曲：ICE BOX・有賀啓雄
1. 冷たいキス (4:47)
作詞：秋元康
2. 経験したいお年ごろ (3:29)
作詞：ICE BOX
3. 冷たいキス （カラオケ） (4:47)

## 収録アルバム

### 冷たいキス
- 『The Very Best Of ICE BOX』（1994年7月6日）
※lemon taste mix
- ICE BOX BABY『二人の夏曜日』（1995年7月7日）
※Baby Version
- 中西圭三『SONGS』（1998年11月26日）
※セルフカバー
- オムニバス『作詞活動20周年記念 秋元流～市ヶ谷編』（2002年3月6日）
- オムニバス『夏物語〜SUMMER BEST SONGS〜』（2003年6月18日）
- 中西圭三『complete BEST SELECTION 〜Choo Choo TRAIN〜』（2004年2月4日）
- オムニバス『ICEBOX SPECIAL SOUND TRACK』（2004年7月14日）
- オムニバス『Sing! Sing! Sing! 2 ～Around 40's Karaoke Best Songs～』（2009年9月16日）

### 経験したいお年ごろ
- 『The Very Best Of ICE BOX』（1994年7月6日）
※baking powder mix

## 令和元年ver.
2019年、東京都内で行われたICE BOX発売30周年記念イベントにおいて、ICE BOXメンバーの中西・池田・伊秩・吉岡が登場し、期間限定でICE BOXを再結成することとなり、25年ぶりの活動再開となった。同イベントでミニライブをおこない、「冷たいキス～令和元年Ver.～」および新曲「ROCK YOU WITH ICE BOX」が披露された。同日に音楽配信にて「冷たいキス (令和元年ver.)」と新曲「ROCK YOU WITH ICE BOX」がリリースされた。

### 収録曲
全曲 作曲：ICE BOX、編曲：ICE BOX
1. 冷たいキス (令和元年ver.) (4:43)
作詞：秋元康
2. ROCK YOU WITH ICE BOX (3:54)
作詞：ICE BOX
3. 冷たいキス (Instrumental) (4:47)
4. ROCK YOU WITH ICE BOX (Instrumental)(3:54)